# Maria (canción de Green Day)
«Maria» es un sencillo promocional de Green Day publicado en 2001 y perteneciente al álbum International Superhits!. Es una de las dos canciones nuevas incluidas en dicho álbum. Fue escrita por Billie Joe Armstrong.
Una versión diferente fue lanzado en algunas versiones del sencillo «Waiting» como lado B. Al principio, la mujer que habla y el niño que cuenta one, two, son, de igual manera, las primeras partes de Look For Love, la primera canción que grabó Armstrong cuando solo tenía 5 años.

## Listado de canciones
| CD Promocional México |         |          |  |
| N.º                   | Título  | Duración |  |
| 1.                    | «Maria» | 2:47     |  |